# Полет 2059 на „Аляска Еърлайнс“
Полет 2059 на „Аляска Еърлайнс“ е редовен вътрешен пътнически полет от Пейн Фийлд, Евърет, Вашингтон, до международното летище „Сан Франциско“, Сан Франциско, Съединените американски щати, управляван от „Хорайзън Еър“ за „Аляска Еърлайнс“. На 22 октомври 2023 г., на самолета „Ембраер E175LR“, който изпълнява полета възниква ситуация, в която пилот извън дежурство изключва двигателите и прави опит да разбие машината на височина от 9 400 м. Той се опитва да разгърне противопожарните системи на двигателя, които могат да спрат подаването на гориво и да причинят пламък. Екипажът нулира системите за гасене на пожар, изважда го от пилотската кабина и се отклонява към международното летище „Портланд“ в Орегон.
Джоузеф Дейвид Емерсън, 44 годишен пилот на авиокомпанията, е арестуван в Портланд и по-късно обвинен в 83 обвинения в опит за убийство и 83 обвинения в безразсъдно застрашаване. Двете точки се отнасят за всеки от 83-мата души на борда, с негово изключение. Освен това той е изправен и пред обвинение за застрашаване на самолет. ФБР уверява пътниците, че няма активна заплаха, свързана с този инцидент. На 7 декември 2023 г. Джоузеф Дейвид Емерсън е свободен от ареста в окръг Мултнома и се връща в Сан Франциско, след като плаща гаранция от 50 000 щ. д.